# Libranet
LibranetはDebian GNU / Linuxにもとづくオペレーティングシステムであった。
2005年4月25日時点でリリースされた最後のバージョンはLibranet 3.0で、新規ユーザーの場合は米ドルで約90ドル、既存のLibranetユーザーの場合は65ドルで使用できた。以前のバージョンであるLibranet2.8.1は、無償で使用できるようになった。
Libranetはもはや開発されていない。

## 歴史
LibranetのLibraは、"Libra Computer Systems"(創業者の所有していた会社の名称)と、"libra.com"というドメインが取得できたことに由来する。
Libranetは1999年に最初の版がリリースされた。この時期のほとんどのLinuxディストリビューションはインストールが非常に難しく、またLinuxディストリビューションをインストールする人々は、プログラマーもしくは低コストのサーバが必要な人だと考えられていた。 Libranetは、インストールが簡単で、デスクトップでの使用を目的としたディストリビューションを出し販売しようとした。コーレルは，同様にこれをCorel Linuxで試みたが、結局これを放棄し、Microsoft WindowsやMac OS X向けのソフトウェアに焦点を再び定めた。対して、Libranetは継続し、デスクトップユーザーに適したLinuxディストリビューションであると評価されるようになった 。コーレルは、Linuxオペレーティングシステムの権利をXandrosに売却し、Xandrosは後にLinuxデスクトップの独自の製品をリリースした。
1999年から2003年にかけて、Libranetと同様のデスクトップ環境が使用できたLinuxディストリビューションは、Libranetと同様の値付けをされていた。しかし、この状況は2004年に変化し始めた。 Linuxは全体として進歩し、多くのディストリビューションで比較的ユーザーフレンドリーなデスクトップ環境を使用できるようになり、インストールがとても簡単になった。 MEPISなどの一部のディストリビューションは競争力があり、またはるかに安価だった。 Knoppixなどの他のものは無料で提供された。
Libranetは，すべてのデスクトップディストリビューションの中で、当時のDebianリリース（Woody）と最も互換性のある広範なサポート（「稼働中のサポート」と呼ばれる）を使用して、ユーザーフレンドリーなLinuxディストリビューションとしてニッチを切り開こうとした。提供されたサポートは本当に広範だった。創設者のJon Danzigは、だいたい人々の問い合わせに個人的に答えていた。このことは、Libranetを選択した人々がLibranetにさらに忠実になるのに役立った。
しかし2005年にDebian Sarge がリリースされ、Ubuntu (無償で提供されているDebianベースのディストリビューションで，サポートを購入する選択肢も用意されている)が登場したことで、Libranetはあまり注目されなくなった。 Debian自体がインストーラーを改良して使いやすくしたのである (DebianベースのOSを使用する主な動機はDebian自体のインストーラがユーザに親切でなかったということにあった)。
Libranetはバージョン3.0をリリースし、好評を博したが，市場はデスクトップディストリビューションの方向性へ変化した。 OpenSUSEをリリースしたSUSEやFedoraをリリースしたRedHatなど、他のさまざまな商用ベンダーがディストリビューションの無料バージョンをリリースした。 Libranetは独自のディストリビューションを販売していたが、その後無料で広範なサポートを提供した。これに対し多くのディストリビューターはディストリビューションを無償で提供してサポートを販売したり、プロプライエタリソフトウェアの拡張機能を販売したりした。
Libranetの創設者であるJon Danzigは、2005年6月1日に亡くなった。彼の息子のTalが開発チームのリーダーシップを引き継いだが、その後、Libranetの維持をやめると宣言した。もう1人の残りの従業員であるDaniel de Kok は、CentOSの開発者となった。

## OpenLibranet 3.1の中止
Libranetに興味を持った多くのユーザーがいたため、LibranetAdminmenuソフトウェアは引き続き利用できていた。 Adminmenuは、オペレーティングシステムのセットアップおよび構成ツールだった。ユーザーフレンドリーなカーネルコンパイルツールも含まれているという点で新規性があった。そこで、Daniel de Kokを含む開発チームは、Libranetをオープンソース化し、OpenLibranet3.1をリリースすることを提案した。しかし、所有者であるTal Danzigがこの計画の決定的な許可をしなかったため、計画は取り下げられた。